# (15006) Samcristoforetti
(15006) Samcristoforetti est un astéroïde de la ceinture principale. Il a été dédié à l'ingénieure, pilote de chasse et astronaute italienne Samantha Cristoforetti.

## Description
(15006) Samcristoforetti est un astéroïde de la ceinture principale. Il fut découvert le 27 février 1998 à Cima Ekar par Giuseppe Forti et Maura Tombelli. Il présente une orbite caractérisée par un demi-grand axe de 3,17 UA, une excentricité de 0,03 et une inclinaison de 12,8° par rapport à l'écliptique.

## Compléments